# Scientifique national des Philippines
Le titre de scientifique national des Philippines (en anglais National Scientist of the Philippines et en filipino: Pambansang Alagad ng Agham ng Pilipinas) est un titre honorifique accordé aux plus prestigieux scientifiques philippins par le gouvernement de ce pays.

## Nomination et sélection
L'Académie nationale des sciences et de la technologie recommande annuellement au Président de la République une dizaine, au maximum, de lauréats envisageables. Et le choix définitif est fait par le Président.

## Bénéfices et avantages
Les lauréats se voient conférés le rang et le titre de  scientifique national. et bénéficient d'une gratification financière. En outre, ils ont droit aux mêmes privilèges que les artistes nationaux des Philippines,  comprenant une pension mensuelle, des avantages médicaux et d'hospitalisation, et un ordre protocolaire privilégié. Ils peuvent bénéficier également  de funérailles nationales menées par l'Académie nationale avec le concours des Forces armées des Philippines, conformément à leur statut, similaire à celui de héros des Philippines.

## Liste des scientifiques nationaux
| Année | Scientifique national      | Domaine                                          |
| ----- | -------------------------- | ------------------------------------------------ |
| 1978  | Juan Salcedo, Jr.†         | Nutrition et santé publique                      |
| 1978  | Alfredo Santos†            | Physique chimie                                  |
| 1978  | Gregorio Y. Zara†          | Ingénierie                                       |
| 1980  | Fe del Mundo†              | Pédiatrie                                        |
| 1980  | Eduardo Quisumbing†        | Taxonomie végétale, systématique, et morphologie |
| 1982  | Geminiano de Ocampo†       | Ophtalmologie                                    |
| 1982  | Casimito del Rosario†      | Physique, Astronomie, et météorologie            |
| 1982  | Gregorio Velasquez†        | Phycologie                                       |
| 1983  | Francisco Fronda†          | Élevage                                          |
| 1983  | Francisco Santos†          | Nutrition humaine et chimie agricole             |
| 1983  | Carmen Velasquez           | Parasitologie                                    |
| 1985  | Teodoro Agoncillo†         | Histoire des Philippines                         |
| 1985  | Encarnación Alzona †       | Histoire des Philippines                         |
| 1985  | Hilario Lara†              | Santé publique                                   |
| 1986  | Julian Banzon†             | Chimie                                           |
| 1986  | Dioscoro L. Umali†         | Agriculture et développement rural               |
| 1987  | Jose Encarnacion, Jr.†     | Économie                                         |
| 1987  | Luz Oliveros-Belardo†      | Phytochimie                                      |
| 1988  | Alfredo Lagmay†            | Psychologie expérimentale                        |
| 1989  | Paulo Campos†              | Médecine nucléaire                               |
| 1994  | Pedro Escuro†              | Génétique et amélioration des plantes            |
| 1994  | Clara Lim-Sylianco         | Biochimie et chimie organique                    |
| 1998  | Dolores Ramirez            | Biochimie génétique & Cytogénétique              |
| 1998  | Jose R. Velasco†           | Physiologie végétale                             |
| 1999  | Gelia T. Castillo          | Sociologie rurale                                |
| 2000  | Bienvenido Juliano         | Biochimie                                        |
| 2001  | Clare Baltazar             | Entomologie systématique                         |
| 2001  | Benito Vergara             | Physiologie végétale                             |
| 2004  | Onofre Corpuz†             | Politique économique et gouvernement             |
| 2005  | Ricardo Lantican           | Culture sélective des plantes                    |
| 2006  | Lourdes Cruz               | Biochimie                                        |
| 2008  | Teodulo Topacio, Jr.       | Médecine vértérinaire                            |
| 2010  | Mercedes Concepcion        | Démographie                                      |
| 2010  | Ernesto Domingo            | Gastro-entérologie                               |
| 2010  | Perla Dizon Santos Ocampo† | Pédiatrie                                        |
| 2011  | Raul V. Fabella            | Économie                                         |
| 2011  | Bienvenido Nebres, S.J.    | Mathématique                                     |
| 2014  | Angel Alcala               | Biologie                                         |
| 2014  | Ramon Barba                | Horticulture                                     |
| 2014  | Edgardo Gomez              | Biologie marine                                  |
| 2014  | Gavino Trono, Jr.          | Biologie marine                                  |